# Великая магия
«Великая магия» — спектакль Театра имени Пушкина по пьесе итальянского драматурга Эдуардо Де Филиппо (итал. La grande magia). Представляет собой смесь разных жанров: комедии, трагедии, фарса, драмы и мелодрамы.
Режиссёр спектакля — художественный руководитель театра Евгений Писарев — играет в нем одну из главных ролей вместе с народным артистом России Виктором Вержбицким.
Премьера состоялась 4 февраля 2012 года. «Великая магия» стала лауреатом премии «Гвоздь сезона», учрежденной Союзом театральных деятелей России. Спектакль признан одним из лучших в сезоне 2011—2012 года.

## Краткое содержание
Ревнивый муж Калоджеро ди Спелта обманут собственной супругой Мартой и заезжим фокусником. Маг, «перемещающий» людей во времени и пространстве, приглашает Марту в саркофаг, в котором она таинственно исчезает, чтобы на самом деле сбежать с любовником. Хитрый кудесник убеждает Калоджеро в том, что его жена заключена в волшебной шкатулке. Откроешь её без веры в магию, и Марта пропадет навсегда. Иллюзия и реальность в сознании ревнивца меняются местами. В своей борьбе с неверием он изменяется до неузнаваемости…